# Stok Ruski
Stok Ruski – wieś w Polsce położona w województwie mazowieckim, w powiecie siedleckim, w gminie Mordy. Ma status sołectwa.
Obecnie liczy ok. 260 mieszkańców, którzy trudnią się w szczególności rolnictwem. Działa tutaj Ochotnicza Straż Pożarna która posiada lekki samochód SLKw Renault Kangoo. Dzieci i młodzież ze Stoku uczęszczają do szkół w Mordach i w Siedlcach.
Podczas II Wojny Światowej był tutaj obóz pracy.
Do 1954 roku istniała gmina Stok Ruski. W latach 1975–1998 miejscowość administracyjnie należała do województwa siedleckiego.
Wierni Kościoła rzymskokatolickiego należą do parafii św. Michała Archanioła w Mordach.